# Чепмен, Дуэйн Ли
Дуэйн Ли Чепмен (англ. Duane Chapman; род. 2 февраля 1953, Денвер) по прозвищу «Пёс» (англ. «Dog») — профессиональный охотник за преступниками, разнообразными нарушителями закона. Он часто появляется на телевидении — является звездой программы Dog the Bounty Hunter, транслирующейся на каналах A&E Network (США), Virgin 1, Bravo, а также — на FOX8 / Nine Network (Австралия).

## Биография
Дуэйн Чэпмэн родился 2 февраля 1953 года в Денвере. Его детство и юность были чрезвычайно насыщенными. Когда Дуэйну было 24 года, его осудили за вооруженное ограбление. Несмотря на то, что Чэпмэн отрицал свою причастность к преступлению, его приговорили к пяти годам лишения свободы. Дуэйн провел в тюрьме 18 месяцев, а после — с испытательным сроком — вышел на свободу.
Поначалу Чэпмэн занялся собственным бизнесом в Колорадо, после на Гавайях, а затем снова в Колорадо. Дуэйн выстроил семейное предприятие, членами которого стали его сыновья, дочь, прочие родственники, а также несколько друзей и давних партнёров.
Деятельность Дуэйна, его принципы и правила не всегда вызывали одобрение со стороны общества — на самом деле охотник никогда не церемонился и применял на деле все возможные способы для того, чтобы поймать беглого преступника и доставить его живым или мертвым.
Не раз Дуэйн Чэпмэн оказывался в чрезвычайно сложных историях — имел дело с опасными преступниками, с наркотиками и оружием, с похитителями и насильниками. Неоднократно в результате собственных не всегда законных действий Дуэйн и члены его команды также оказывались под арестом. Не так давно с Чэпмэна и его двоих помощников были сняты очередные обвинения.
Дуэйн Чэпмэн часто привлекал внимание к собственной персоне. В марте 2007 года охотник был уличён в проявлениях расовой неприязни — по отношению к чернокожим представителям общества. По прошествии нескольких месяцев Дуэйна призвали принести публичные извинения, а также возместить моральный ущерб, что он и сделал.
Чэпмэн был женат пять раз, имеет двенадцать детей, также есть внуки и правнуки. Старший сын, Кристофер, родился в 1969 году вне брака. Первые четыре брака Дуэйна закончились разводом; пятая жена (с 2006 года), Бет Чапман (1967—2019), также охотник за головами, скончалась от рака гортани и лёгких 26 июня 2019 года. Дуэйн по-прежнему охотится за головами, в этом ему помогают сыновья.

## Фильмография
- 2016 — Акулий торнадо 4: Пробуждение / Sharknado: The 4th Awakens — Чоп Топ, торговец бензопилами
- 2010-2020 - Гавайи 5-0, «Пёс», охотник за головами